# ITF Future Bad Schussenried
Das ITF Future Bad Schussenried (offizieller Name „best wood Schneider Tennis Open“) ist ein seit 2018 jährlich stattfindendes Tennisturnier in Bad Schussenried, das mit 15.000 US-Dollar dotiert ist. Es ist Teil der ITF Future Tour und wird im Freien auf Sandplatz ausgetragen. Ausrichter des Turniers ist der TC Bad Schussenried.

## Liste der Sieger

### Einzel
| Jahr | Sieger           | Finalgegner            | Ergebnis |
| ---- | ---------------- | ---------------------- | -------- |
| 2019 | Marvin Netuschil | Adrian Obert           | 6:2, 6:1 |
| 2018 | Matthias Haim    | Mario Vilella Martínez | 6:3, 6:4 |

### Doppel
| Jahr | Sieger                            | Finalgegner                    | Ergebnis |
| ---- | --------------------------------- | ------------------------------ | -------- |
| 2019 | Michiel de Krom Roy Sarut de Valk | Constantin Schmitz Kai Wehnelt | 7:5, 6:4 |
| 2018 | José Bendeck Eduardo Struvay      | Kai Lemstra Christoph Negritu  | 6:2, 6:2 |